# Hylaea biliosata
Hylaea biliosata là một loài bướm đêm trong họ Geometridae.